# Horní Ves (Trstěnice)
Horní Ves (německy Oberdorf) je malá vesnice, část obce Trstěnice v okrese Cheb v Karlovarském kraji. Nachází se asi 1,5 kilometru západně od Trstěnic. Je zde evidováno 26 adres. V roce 2011 zde trvale žilo 85 obyvatel.
Horní Ves leží v katastrálním území Horní Ves u Mariánských Lázní o rozloze 3,51 km². Horní Ves leží i v katastrálním území Skelné Hutě o rozloze 1,66 km².

## Historie
První písemná zmínka o vesnici pochází z roku 1379.

## Obyvatelstvo
Při sčítání lidu v roce 1921 zde žilo 215 obyvatel, až na jednoho cizozemce všichni německé národnosti. Všichni obyvatelé se hlásili k římskokatolické církvi.
| Rok            | 1869 | 1880 | 1890 | 1900 | 1910 | 1921 | 1930 | 1950 | 1961 | 1970 | 1980 | 1991 | 2001 | 2011 | 2021 |
| -------------- | ---- | ---- | ---- | ---- | ---- | ---- | ---- | ---- | ---- | ---- | ---- | ---- | ---- | ---- | ---- |
| Počet obyvatel | 204  | 213  | 228  | 216  | 204  | 215  | 221  | 103  | 110  | 100  | 96   | 94   | 81   | 85   | 73   |
| Počet domů     | 35   | 36   | 37   | 37   | 37   | 37   | 39   | 27   | 23   | 23   | 23   | 26   | 26   | 26   | 26   |

| Rok            | 1869 | 1880 | 1890 | 1900 | 1910 | 1921 | 1930 | 1950 | 1961 | 1970 | 1980 | 1991 | 2001 | 2011 | 2021 |
| -------------- | ---- | ---- | ---- | ---- | ---- | ---- | ---- | ---- | ---- | ---- | ---- | ---- | ---- | ---- | ---- |
| Počet obyvatel | 407  | 411  | 417  | 390  | 397  | 411  | 404  | 143  | 110  | 100  | 96   | 94   | 81   | 85   | 73   |
| Počet domů     | 71   | 73   | 73   | 71   | 74   | 74   | 77   | 40   | 23   | 23   | 23   | 26   | 26   | 26   | 26   |

## Obecní správa
Při sčítání lidu v letech 1850–1963 Horní Ves byla samostatnou obcí, se kterým patřila nejprve do okresu Planá, ale v letech 1900–1950 v okrese Mariánské Lázně. Od roku 1964 je částí obce Trstěnice v okrese Cheb.